# Гришутіна Крістіна Миколаївна
Крісті́на Микола́ївна Гришу́тіна (* 1992) — українська стрибунка в довжину.

## З життєпису
Виступала на Чемпіонаті світу з легкої атлетики серед юнаків 2009, Чемпіонаті Європи з легкої атлетики серед юніорів 2011, Чемпіонаті Європи з легкої атлетики 2012, Чемпіонаті Європи з легкої атлетики серед молоді 2013 (срібна нагорода), Чемпіонаті світу з легкої атлетики 2015, Чемпіонаті Європи з легкої атлетики 2018, Європейських іграх 2019.